# Destro

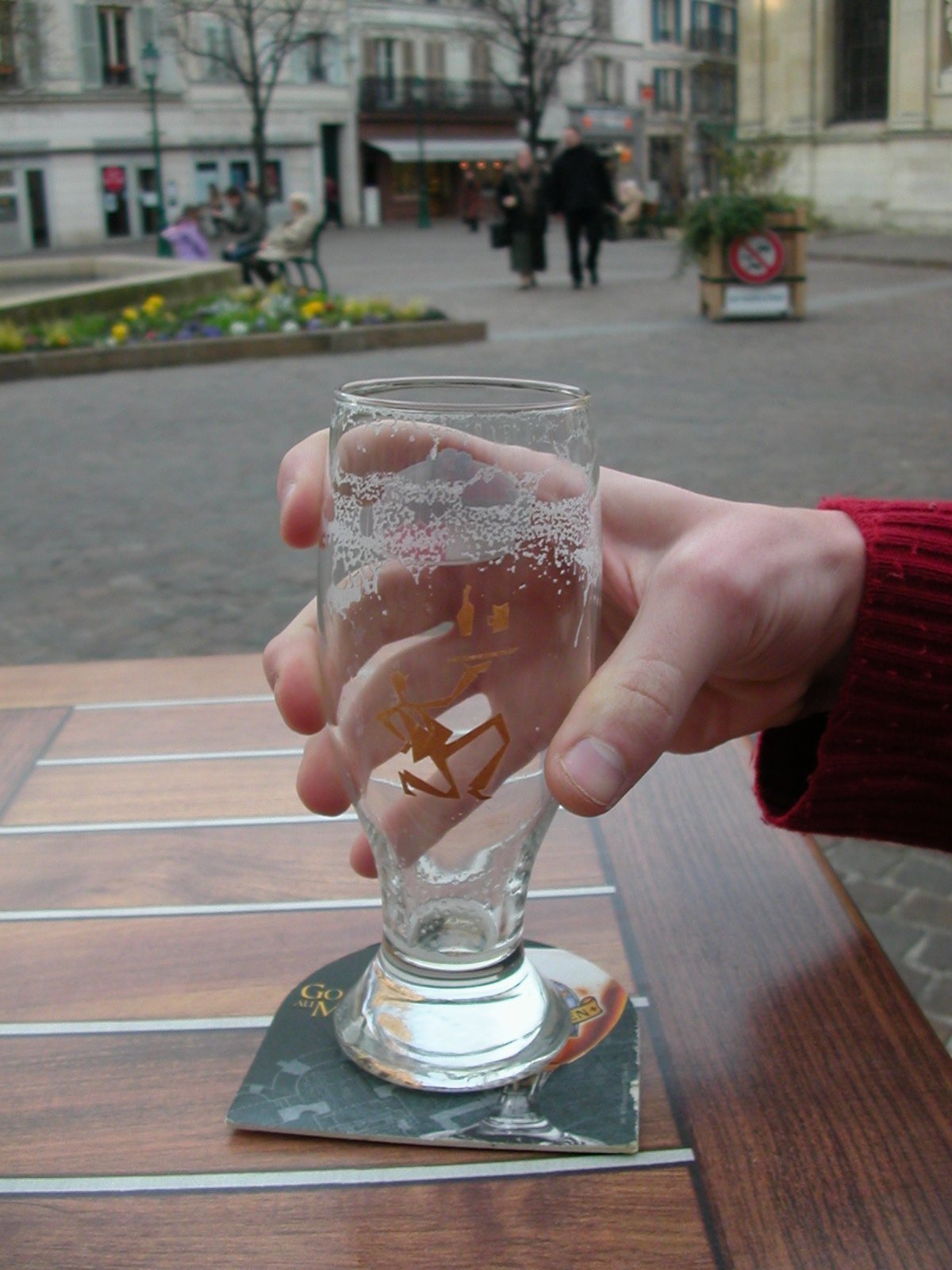
Um ser humano utilizando sua mão direita.

Destro ou direito, é o indivíduo que utiliza, preferencialmente e com maior habilidade, os membros do lado direito do corpo.
Constitui a maior parte da população humana, em percentuais variáveis, de 70% a 90%.
Desta constituição majoritária decorre a predominância desse grupo sobre a minoria dos canhotos, manifestada em ações feitas para tal fim, tais como a escrita ocidental, além de grande número de objetos, feitos para uso pelos destros.

## Causas
A medicina aventa duas hipóteses para o fato de o indivíduo utilizar preferencialmente um dos lados do corpo em detrimento do outro:
- Hipótese genética - segundo o qual esta predileção seria determinada em razão dos ancestrais;
- Hipótese relacional ou adquirida - pela qual esta habilidade é conquistada ainda nas primeiras fases da vida.

## Funções cerebrais
Nos destros, o hemisfério cerebral esquerdo comanda as ações do lado direito do corpo, havendo portanto uma "inversão" entre as posições do corpo entre o centro de controle e aquilo que lhe obedece.
Isto decorre do fato de que, para operações mais complexas, o cérebro desenvolve setores especializados para delas se ocupar. Como o órgão trabalha em sincronia com suas metades, pouco importa se este ou aquele lado controla órgãos do lado oposto no organismo. Assim é, por exemplo, que o hemisfério direito opera a interpretação e memória das imagens complexas (como na leitura dos ideogramas japoneses).
Nos canhotos também é o hemisfério esquerdo quem determina a maior habilidade: a diferença, nestes casos, é que o lado esquerdo cerebral controla o lado esquerdo do corpo, ao invés do direito.